# Quantum Corporation
Quantum Corporation era un produttore di dischi rigidi la cui fondazione risale al 1980 e la cui acquisizione da parte di Maxtor risale al 2001.
Oggi si occupa della produzione di unità a nastro magnetico e sistemi specificatamente progettati per backup, recupero dati e ridondanza in server farm fisiche, in cloud o virtuali.
L'azienda oggi ha sede a San Jose, in California, ma la divisione dischi rigidi aveva sede a Milpitas, California.

## Hard Disk 1980 - 2001
Quantum prende forma quando alcuni ingegneri e progettisti di Shugart Associates, IBM e Memorex ebbero un'intuizione su un disco rigido da 8 pollici che potesse avere ottime performance senza i costi e la complessità derivanti dall'utilizzo di un sistema a servomotori con retroazione tecnicamente molto difficile da realizzare, dato che i chip di controllo per servomotori (IC) e i chip DSP giunsero sul mercato solo successivamente.

### I primi Hard Disk
Inizialmente l'azienda progettò, basandosi sugli standard del modello ST-506 di Seagate, la serie Q500 utilizzando lo stesso sistema di controllo dei servomotori.
Nel 1985 viene introdotta una versione più piccola dei dischi Q500 appositamente progettata per le schede ISA Plus Hardcard.
Nel 1986 Quantum si introduce nel nuovissimo mercato dei dischi rigidi SCSI con un modello da 80 MB, il Q280, che fu uno dei primi dischi rigidi a prezzo accessibile a tutti, dotato di servocontrollore integrato. Successivamente Quantum riuscì a integrare il servocontrollore del Q280 all'interno dei dischi Q500; sviluppò inoltre la serie ProDrive, la prima dell'azienda ad essere dotata di interfaccia ATA.

### Hard disk a tecnologia di posizionamento ottico
I primi hard disk di fascia bassa erano pilotati quasi interamente da motori passo-passo: molto rumorosi, facilmente sottoposti a guasto perché continuamente attivi e dalle prestazioni deludenti. Quantum decise così di sviluppare un sistema di posizionamento ottico in grado di guidare il braccio dell'attuatore e sostenere così movimenti più potenti e rapidi di quest'ultimo, utilizzando solo un servomotore a retroazione per il preciso allineamento delle testine su un punto specifico del piatto rotante. Questa soluzione permise la gestione di tutto il sistema servomotori da parte di un solo microcontrollore a 8bit. La serie Q2000 e Q4000 furono le prime a utilizzare questa tecnologia, poi successivamente abbandonata a causa di problemi di diffrazione dati dall'aumento del numero di tracce sui piatti per elevare la densità e capacità complessiva dell'unità. Si decise quindi di sostituire tale tecnologia con dei servo integrati completamente magnetici. Le ultime unità ad avere la tecnologia a posizionamento ottico furono i Prodrive LPS120 e LPS240 "Gemini", prodotti nel 1991.

### Hard disk Fireball
Quantum decise di lanciare un nuovo brand per tutti gli hard disk prodotti a partire dal 1995: Fireball, brand rimasto in uso fino alla cessione a Maxtor nel 2001. I primi dischi disponibili marchiati Quantum Fireball furono unità da 540 Mb, disponibili con interfaccia SCSI o ATA. Nel 1997 nasce una sottodivisione, Fireball ST, con capacità da 1,6GB a 6,4GB (modello montato anche sugli Apple iMac G3) con altissime prestazioni per il periodo. La fascia economica era invece coperta dalla serie Fireball TM, decisamente meno performante.
Dopo un discreto successo con i dischi AT1080 e AT1280, l'azienda decise di focalizzarsi sulla capacità e non sulla velocità, per poi invertire tale tendenza rilasciando una serie denominata Plus. Uno dei primi dischi Plus KA aveva un taglio da 18.2gb a 7200rpm di rotazione e interfaccia Ultra DMA 66.

### Bigfoot
I dischi della serie bigfoot arrivarono durante la metà degli anni novanta ed erano caratterizzati da una dimensione da 5,25 pollici e un costo per megabyte molto basso, a causa delle dimensioni erano in grado di raggiungere 3600 giri al minuto e avevano tempi di accesso elevati per il lungo tempo necessario alle testine per posizionarsi sul piatto. Tutto questo favorì il loro impiego solo da parte dei brand OEM di pc e non furono ben accettati dagli assemblatori e dagli utenti più esperti.